# 석홍
석홍(石弘, 313년 ~ 334년, 재위 : 333년 ~ 334년)은 오호십육국 시대 후조(後趙)의 2대 황제이다. 친족 석호(石虎)에 의해 폐위되어 묘호와 시호를 받지 못하였으며, 폐위된 후 해양왕(海陽王)에 봉해졌다.

## 생애
석홍은 석륵(石勒)의 차남으로, 330년에 황태자로 책봉되었다. 학문에 뛰어나 국가를 안정시킬 인재로 인정받았으나 심약하고 군사적 재능이 떨어졌다고 평가되었다.
당시 후조의 중산왕(中山王) 석호는 강대한 무력을 가지고 있었는데, 석륵과 후조의 대신들은 석홍이 석호를 통제하지 못할 것을 걱정하였다. 우려대로 석호의 세력이 강대했기 때문에 석호를 견제하지는 못하였다.
333년에 석륵이 병환으로 몸져 눕자, 석호는 궁궐을 장악하고 조서를 마음대로 고치는 등 전횡을 부렸다. 그리고 7월에 석륵이 사망하자 석호는 석홍을 황제에 즉위시켰다.
석홍은 석호에게 황위를 양보하려 하였으나 석호는 이를 받아들이지 않고 석홍을 제위에 올려 놓고 실권은 자신이 장악하였다. 여러 왕으로 책봉되어 있던 석륵의 자식들은 모두 폐위되거나 거세되고, 석호의 자식들이 왕으로 임명되었다. 이에 반대하여 각지에서 반란이 일어났으나 석호는 이를 모두 격파하였다.
334년 4월, 석홍은 석호에게 제위를 물려주겠다고 제안하였으나 석호는 이를 거절하였으나 다시 조정 대신들이 선위할 것을 권하자, 석호는 석홍을 폐위시키고 자신은 천왕(天王)의 지위에 올라 섭정하였다.
이후 폐위된 석홍은 해양왕에 봉해졌으며, 숭훈궁(崇訓宮)에 유폐되었다가 살해당했다.
| 전 대 석륵(石勒) | 제2대 후조 황제 333년~334년 | 후 대 석호(石虎) |